# Damiano Valsecchi
Damiano Valsecchi (ur. 28 sierpnia 1991 w Bergamo) – włoski siatkarz, grający na pozycji środkowego. 

## Sukcesy klubowe
Klubowe Mistrzostwa Świata:
- 2012[2]

Puchar Włoch:
- 2013

Mistrzostwo Włoch:
- 2013[3]